# 钟天使
钟天使（1991年2月2日—）是中国女子自行车运动员，上海市浦東新區惠南鎮海沈村人。

## 早年經歷
鍾天使幼年就對自行車十分喜愛。12歲時，她被浦东新区第三青少年体育学校選中，開始了自行車訓練。2009年世青賽，鍾天使拿到了女子500米個人計時賽金牌。第十一屆全國運動會後，她進入國家自行車隊。

## 運動生涯
2016年8月12日，钟天使与宫金杰代表中国参加在巴西里约热内卢举行的奥林匹克运动会自行车比賽女子团体争先赛，她们在预赛中以31秒928打破世界纪录，并在决赛中战胜俄罗斯组合获得冠军，实现了中国运动员在奥运会自行车比赛中金牌零的突破。
2021年8月2日, 她与鲍珊菊搭档参加了2020年夏季奥运会自行车女子团体争先赛，不仅在预赛中以31秒804刷新世界纪录，更在决赛中击败德国组合获得冠军，她也由此成为首位获得两枚奥运会金牌的中国自行车运动员。赛后的颁奖典礼上，她和鲍珊菊所穿的中国队队服胸口处各别有一枚毛泽东像章，涉嫌违反《奥林匹克宪章》第50条而引发国际奥委会要求中国奥委会就此事提交报告。國際奧委會警告了她，並得到中國奧委保證，不會再發生這種情況。8月5日，钟天使在自行车女子凯林赛中获得第12名。
結束東京奧運後，钟天使擔任浦东新区政协委员，並前往上海体育学院攻讀研究生課程。2022年6月27日，在中共上海市第十二次党代表大会当选为出席中共二十大代表。